# Camellia brevistyla
Camellia brevistyla är en tvåhjärtbladig växtart som först beskrevs av Bunzo Hayata, och fick sitt nu gällande namn av Cohen-stuart. Camellia brevistyla ingår i släktet Camellia och familjen Theaceae. Inga underarter finns listade i Catalogue of Life.